# Viking (barco)
O Viking ( PRONÚNCIA) é um veleiro de quatro mastros, utilizado como navio-hotel, com restaurante e café. Está atracado permanentemente na área do porto de recreio de Lilla Bommen, na proximidade da Ópera de Gotemburgo, na cidade sueca de Gotemburgo.

## História
Foi construído em 1907 nos estaleiros de Burmeister & Wain em Copenhaga, para ser usado pela marinha mercante dinamarquesa. Em 1950, foi adquirido pelo Município de Gotemburgo, para ser utilizado como navio-escola. Desde 2015, o seu proprietário é Muhammed Ali Khan.

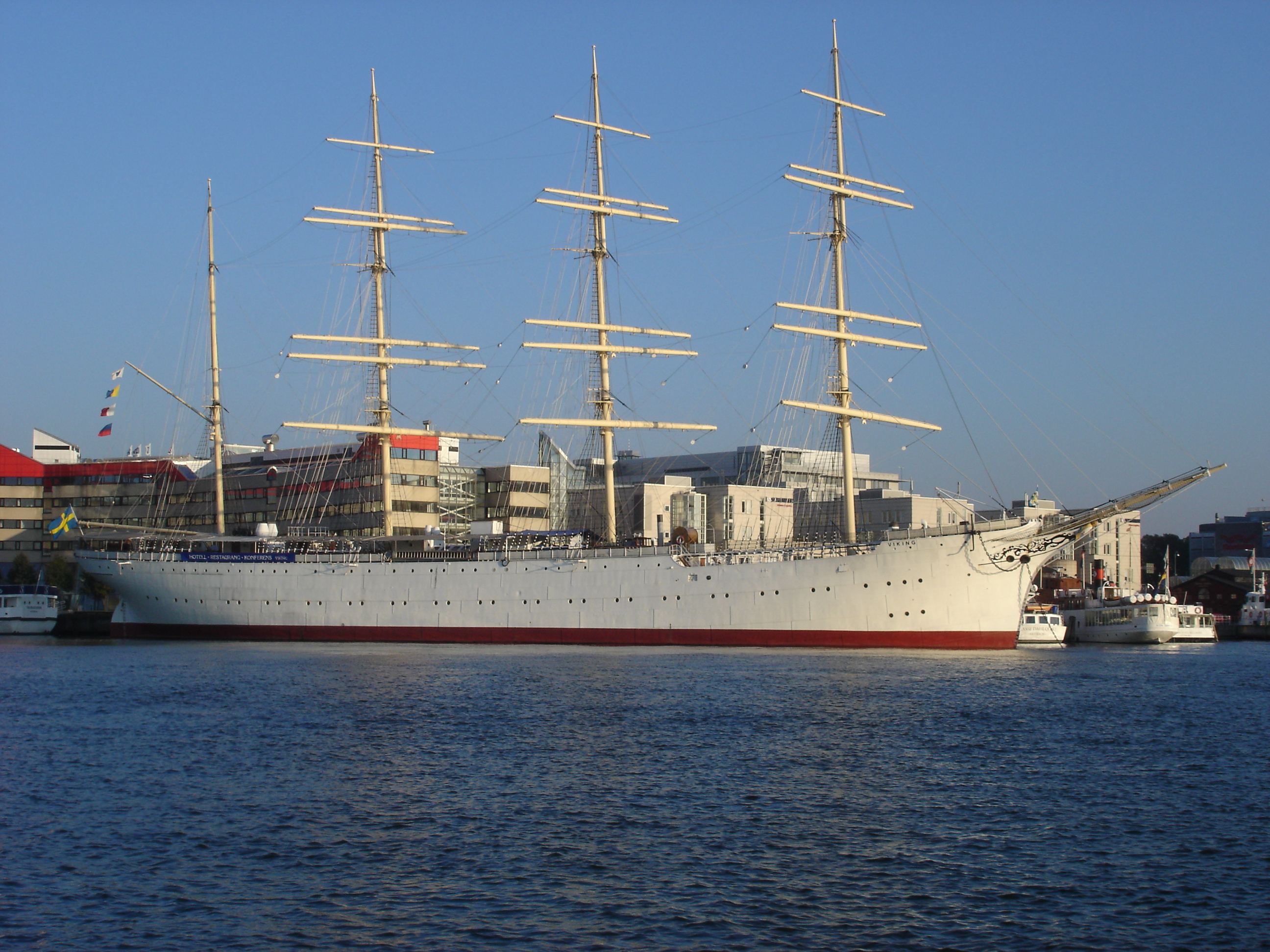
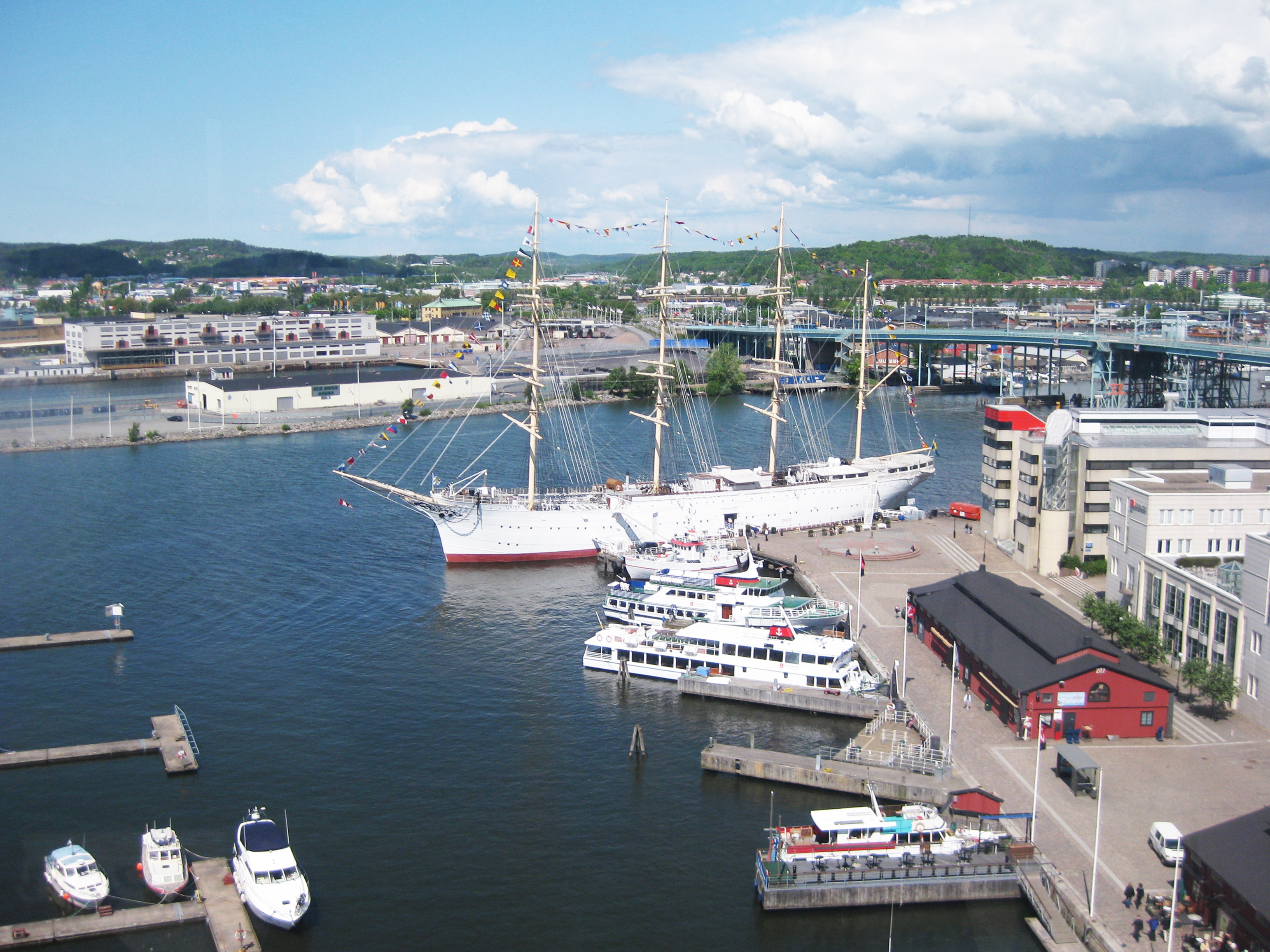